# 金沢将棋
金沢将棋（かなざわしょうぎ）とは、金沢伸一郎の開発したコンピュータ将棋のプログラムである。市販ソフト版はアンバランスから発売されている。かつてはCS版はセタ、『極』時代はログから発売されていた。

## 概要Á
選択的探索と前向き枝刈りの融合を試みたり、探索延長の判断に将棋プレーヤーの経験則を持ち込むなど斬新なアイデアで1990年代に最強を誇った。世界コンピュータ将棋選手権では、初参加した1996年以降優勝2回（1996年、1999年）、準優勝3回（1997年、1998年、2001年）の実績を残している。前身ソフトの『極（きわめ）』でも同選手権で優勝3回（1992年～1994年）、準優勝1回（1991年）の成績を残している。
また、1997年5月にはアマチュア将棋連盟主催のB級レーティング大会に『YSS』（AI将棋の思考ルーチン）とともに参加し、人間の将棋大会に初めて参加したプログラムとなった。結果は3戦全勝であった。2004年を最後に世界コンピュータ将棋選手権の決勝に進出しておらず、同選手権への出場自体も2006年を最後に途絶えているが、市販ソフトとして2008年6月に「金沢将棋2008」が発売されており、開発は継続されている。
市販ソフトとしてはPlayStation、セガサターン、NINTENDO 64（最強羽生将棋の思考ルーチン）、Microsoft Windowsなどのゲームになっている他、iアプリ、EZアプリ、Android•アプリ、iPadアプリ、Yahoo!ゲームにも取り入れられている。

## 競技会成績
| 大会/年                    | 1991 | 1992 | 1993 | 1994 | 1996 | 1997 | 1998 | 1999 | 2000 | 2001 | 2002 | 2003 | 2004 | 2005 | 2006 |
| -------------------------- | ---- | ---- | ---- | ---- | ---- | ---- | ---- | ---- | ---- | ---- | ---- | ---- | ---- | ---- | ---- |
| 世界コンピュータ将棋選手権 | 2    | 1    | 1    | 1    | 1    | 2    | 2    | 1    | 4    | 2    | 6    | 12   | 8    | 11   | 17   |
| コンピュータ将棋王者決定戦 |      |      |      |      |      |      |      | 棄権 |      |      | 4    |      |      |      |      |

## 評価
SS版はセガサターンマガジンソフトレビューでは7、5、5の17点（平均5.66点）。レビュアーはコンピュータの棋力が高く一応指せる程度では秒殺といっていいほど相手にならず今までいろんな将棋ソフトに打ち勝ってきた人向け、押さえるところは押さえていて棋譜の読み上げ機能や10秒将棋が実装されている、マウス操作を求める将棋ゲームが多い中でパッド操作が快適、だが思考時間にバラつきがあって最強レベルではいきなり長考に入ってちょっとうんざり、棋力だけでなく忍耐力も必要、10秒将棋でレベル選択不可、将棋ゲームが他にも発売されている中で強さだけでは生き残れないが将棋まつりが割高だったせいかそれのフォロー的作品なのかもしれないとした。

## 市販タイトル一覧
- 金沢将棋'95 - PlayStation、1995年4月21日（セタ）
- 金沢将棋 - セガサターン、1995年11月24日（セタ）
- 最強羽生将棋 - NINTENDO 64、1996年6月23日（セタ）[注 1]
- 金沢将棋 月 - PlayStation、1999年5月20日（セタ）
- 100万人のためのお得セット 3D囲碁・将棋・麻雀 - Windows、2011年9月9日（アンバランス）
- 爆発的シリーズ 100万人のための3D将棋 ～金沢将棋レベル100～ - Windows、2012年4月27日（アンバランス）
- 金沢将棋 〜レベル300〜 - Nintendo Switch、2018年4月26日（アンバランス）
- 金沢将棋 〜レベル300〜 - PlayStation 4、2018年12月14日（アンバランス）
- Kanazawa Shogi lite - Android（アンバランス）
- Kanazawa Shogi 2 - Android（アンバランス）